# Cálato

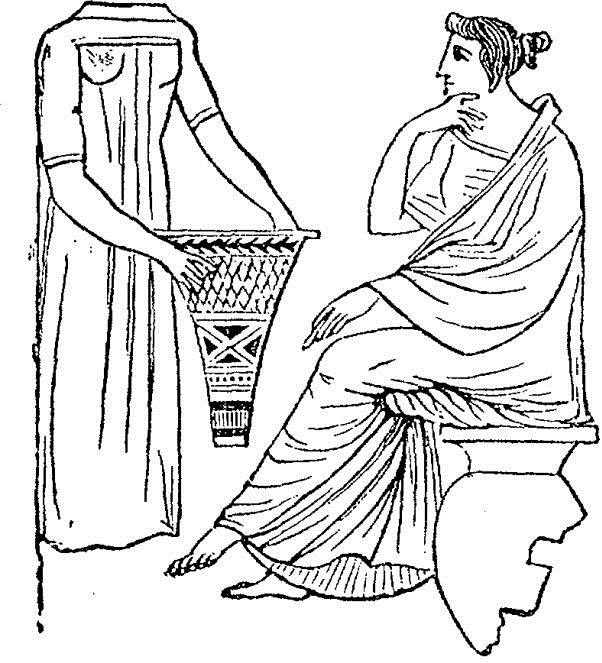
Escrava oferecendo um cálato a sua senhora.

Cálato (em latim: κάλαθος; romaniz.: kálathos; em latim: Calathus) era, na Grécia Antiga, um cesto feito de vime ou junco para guardar novelos de lã ou para carregar frutos, flores e queijo. Como fiar era uma das principais atividades das mulheres, são muitos os vasos gregos que retratam o cesto no interior do gineceu. Por extensão do sentido, cálato também é o nome de um vaso para armazenar leite.
Pelas funções a que se prestava, o cálato também era um emblema religioso: Atena ensinou às mulheres a arte da tecelagem; Deméter era a deusa da colheita e Gaia, da abundância. Por conseguinte, o cesto tinha funções específicas nos mistérios de Elêusis e era colocado sobre a cabeça das estátuas de algumas divindades.